# Lautaro Trullet
Lautaro Javier Trullet (Santa Fe, Argentina; 6 de diciembre de 1976) es un exfutbolista y actual director técnico argentino. Jugaba como lateral por derecha y su primer equipo fue Unión de Santa Fe. Su último club antes de retirarse fue Atlético Rafaela.
Actualmente es el entrenador de Acción Juvenil en el Torneo Regional Amateur.

## Trayectoria
Una vez retirado, integró el cuerpo técnico de su padre Carlos Trullet en Ferro y Sportivo Belgrano, mientras que fue entrenador de Ben Hur de Rafaela, Alumni de Villa María, San Lorenzo de Las Perdices y Ateneo Vecinos.

## Clubes

### Como jugador
| Club                 | País      | Año       |
| -------------------- | --------- | --------- |
| Unión de Santa Fe    | Argentina | 1995-1997 |
| Newell's Old Boys    | Argentina | 1997-1998 |
| Unión de Santa Fe    | Argentina | 1998-2000 |
| Quilmes              | Argentina | 2000-2002 |
| Instituto de Córdoba | Argentina | 2002-2003 |
| Quilmes              | Argentina | 2003-2005 |
| Instituto de Córdoba | Argentina | 2005-2006 |
| Talleres de Córdoba  | Argentina | 2006-2007 |
| Chacarita Juniors    | Argentina | 2007-2008 |
| Ferro                | Argentina | 2008-2009 |
| Atlético Rafaela     | Argentina | 2009-2011 |

### Como asistente técnico
| Club              | País      | Año       |
| ----------------- | --------- | --------- |
| Ferro             | Argentina | 2012-2013 |
| Sportivo Belgrano | Argentina | 2015      |

### Como entrenador
| Club                        | País      | Año       |
| --------------------------- | --------- | --------- |
| Ben Hur de Rafaela          | Argentina | 2013-2014 |
| Alumni de Villa María       | Argentina | 2016      |
| San Lorenzo de Las Perdices | Argentina | 2017-2018 |
| Ateneo Vecinos              | Argentina | 2018-2021 |
| Acción Juvenil              | Argentina | 2021-?    |

## Palmarés

### Campeonatos nacionales
| Título             | Club             | País      | Año  |
| ------------------ | ---------------- | --------- | ---- |
| Primera B Nacional | Atlético Rafaela | Argentina | 2011 |

### Otros logros
| Título                     | Club              | País      | Año  |
| -------------------------- | ----------------- | --------- | ---- |
| Ascenso a Primera División | Unión de Santa Fe | Argentina | 1996 |